# Перамбалур
Перамбалур (англ. Perambalur) — город в индийском штате Тамилнад. Административный центр округа Перамбалур. Средняя высота над уровнем моря — 142 метра. По данным всеиндийской переписи 2001 года, в городе проживало 29 698 человек, из которых мужчины составляли 51 %, женщины — соответственно 49 %. Уровень грамотности взрослого населения составлял 78 % (при общеиндийском показателе 59,5 %). Уровень грамотности среди мужчин составлял 82 %, среди женщин — 73 %. 10 % населения было моложе 6 лет. 87 % жителей исповедовало индуизм, 8 % — ислам.